# Pycnomerus terebrans
Pycnomerus terebrans là một loài bọ cánh cứng trong họ Zopheridae. Loài này được Olivier miêu tả khoa học năm 1790.